# Ischiopsopha hoyoisi
Ischiopsopha hoyoisi är en skalbaggsart som beskrevs av Rigout 1997. Ischiopsopha hoyoisi ingår i släktet Ischiopsopha och familjen Cetoniidae. Inga underarter finns listade i Catalogue of Life.

## Bildgalleri

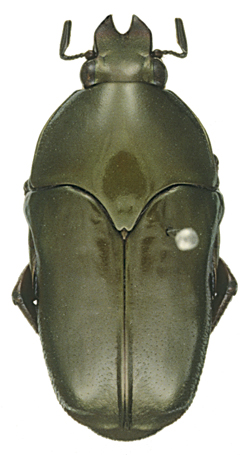